# Parafia Trójcy Przenajświętszej w Babicach

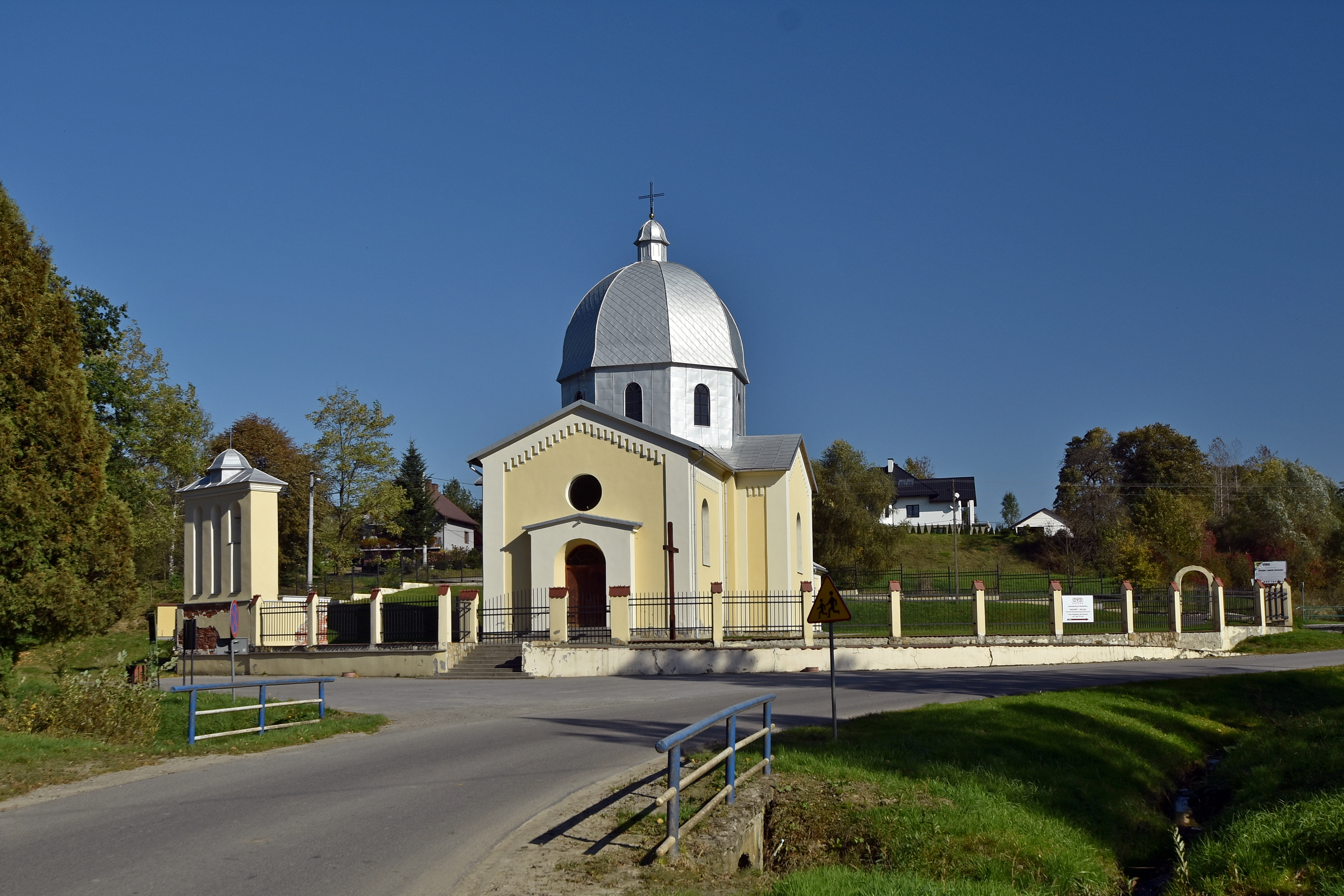
Kościół filialny w Skopowie

Parafia Trójcy Przenajświętszej w Babicach – parafia rzymskokatolicka znajdująca się w archidiecezji przemyskiej w dekanacie Dubiecko. 

## Historia
Przez 1481 rokiem została erygowana parafia w Stupnicy. Pod koniec XV wieku zbudowano drewniany kościół filialny pw. św. Katarzyny w Babicach. W 1507 roku Stanisław Kmita wojewoda ruski dokumentem fundacyjnym przeniósł parafię ze Stupnicy do Babic. 15 lutego 1508 roku bp Maciej Drzewicki erygował parafię w Babicach, a kościół otrzymał wezwanie św. Stanisława Biskupa i Wszystkich Świętych. Do parafii należały miejscowości: Babice, Przedmieście Babickie zwane Posadą, Bachów, Brzuska, Sufczyna, Iskań, Piątkowa, Stupnica, Skopów, Ruszelczyce. W 1726 roku zbudowano kolejny drewniany kościół, z fundacji Józefa Grabieńskiego, który 25 września 1729 roku bp Andrzej Pruski konsekrował pw. św. Stanisława Biskupa i Męczennika oraz św. Katarzyny Dziewicy i Męczennicy. W 1744 roku bp Wacław Hieronim Sierakowski potwierdza, że znajdujący się w kościele obraz Matki Bożej jest cudowny. 
W latach 1792–1794 z fundacji Katarzyny i hr. Jerzego Pinińskiego, zbudowano obecny murowany kościół, który w 1794 roku konsekrowano. 17 kwietnia 1886 roku kościół został poważnie uszkodzony podczas pożaru, po którym został odremontowany.
Na terenie parafii jest 1985 (w tym: Babice – 1095, Bachów – 450, Skopów – 440).
Proboszczowie parafii:
1508–1525. ks. Klemens.
1525–1529. ks. Tomasz.
1529–1531. ks. Klemens z Osieka.
1531–1536. ks. Bartłomiej z Pacanowa.
1538– ks. Tomasz z Sambora.
1547–1550. Marcin z Opoczna.
1551. ks. Jan Sulikowski.
1551–1561. ks. Feliks ze Starego Sącza.
1561–1576. ks. Piotr Brzeski.
1576–1580. ks. Klemens Majowski.
1580–1594. Stanisław Zdrasowski.
1594–1604. ks. Stanisław Błoskowski.
1604–1616. ks. Hieronim Mikołajewski.
1616–1625. ks. Stanisław Łuszkowski.
1625–1647. ks. Tomasz Dąbrowski.
1647–1669. ks. Jakub Szachnowicz.
1669–1701. ks. Jakub Lenartowicz.
1701–1715. ks. Stanisław Wojakowski.
1715–1738. ks. Adam Żurowski.
1738–1741. ks. Benedykt Józef Okoński.
1741–1755. ks. kan. Michał Kapiszowski.
1755–1793. ks. Marcin Głodziecki.
1793–1803. ks. Florian Bobowski.
1803– ks. Grzegorz Jan Dąbkowski.
1837–1873. ks. Jan Kanty Ładoś.
1874–1899. ks. Józef Karpiński.
1899–1900. ks. Michał Huciński (administrator).
1900–1951. ks. kan. Wojciech Prugar.
1951–1991. ks. Jan Osypka (administrator).
1991–2002. ks. Jan Bugiel.
2002–2014. ks. Stanisław Siuzdak.
2014–2017. ks. Aleksander Zdybek.
2017– nadal ks. Marek Ryba.